# Alexandre Lenoir

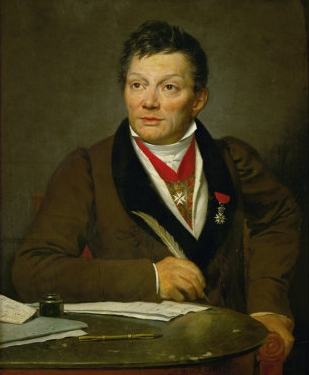
Alexandre Lenoir (Porträt von Jacques-Louis David, 1815–1817), Louvre

Marie Alexandre Lenoir (* 27. Dezember 1761 in Paris; † 11. Juni 1839 ebenda) war ein französischer Archäologe. Als passionierter Autodidakt wurde er zum Kenner der französischen mittelalterlichen Kunst und bemühte sich während der Französischen Revolution darum, berühmte Denkmäler wie in Saint-Denis und Sainte-Geneviève vor der Zerstörung zu bewahren. Seine Rolle als Kunsthistoriker und Archäologe sowie Konservator und Gründer des Musée des Monuments français ist nicht unumstritten.

## Leben

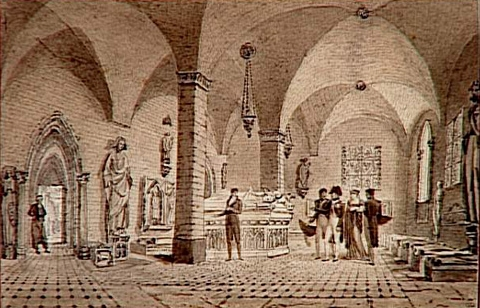
Napoléon und Joséphine bei der Besichtigung des Museums, vor 1807

Alexandre Lenoir hatte bei Gabriel François Doyen Malerei studiert. Dieser wurde 1789 in die Commission des Arts berufen, die unter dem Eindruck der Zerstörung historischer Monumente durch Vandalismus und Vernachlässigung während der beginnenden Französischen Revolution versuchen sollte, bedeutende Kunstwerke zu bewahren. Als Depots für die geretteten Kunstwerke wurden das Hôtel des Nesle und der ehemalige Konvent der Petits Augustins bestimmt, zu dessen Leiter Lenoir auf Betreiben Doyens und des Pariser Bürgermeisters 1791 berufen wurde. Nachdem 1793 der Louvre als neues Musée Central des Arts eröffnet wurde, das nur klassische und zeitgenössische Kunst präsentierte, war Lenoir dessen schärfster Kritiker und begann sich für die Einrichtung eines eigenen Museums für mittelalterliche Kunst einzusetzen. 
Während der sich radikalisierenden Revolution setzte er sich weiterhin für die Bergung von historischen Zeugnissen ein, wie einiger Grabmäler der französischen Könige aus Saint-Denis aber auch Kunstwerke aus ganz Frankreich, obwohl er sich damit selbst in Gefahr begab. 1796 gelang es ihm schließlich im Petits Augustins das Musée des Antiquités et Monuments Français (kurz: Musée des Monuments français) zu eröffnen. Es war das erste öffentliche Museum, das in seiner Präsentation eine strikt chronologische Ordnung verfolgte und nur Kunstwerke des Mittelalters und der Renaissance in Frankreich ausstellte. Besonders die Anordnung der Objekte in entsprechend gestalteten „Epochenräumen“ war außergewöhnlich und sollte viele Museumskonzeptionen des 19. Jahrhunderts beeinflussen.
Da sich die wissenschaftlichen Standards und das Verständnis für mittelalterliche Kunst nach 1800 auch in der breiten Öffentlichkeit zu wandeln begann, stießen die (zum Teil kruden) konservatorischen Methoden Lenoirs zunehmend auf Kritik, so in Quatremère de Quincys Considérations morales.
Nach dem Fall Napoléons und der Rückgabe geraubter Kunstwerke aus dem Louvre befahl Ludwig XVIII., auch viele der Kunstwerke in Lenoirs Museum an ihren Ursprungsort zurückbringen zu lassen. Dies veranlasste Lenoir zu einer Verteidigungsschrift, in der er die Umstände des Vandalismus während der Revolution schildert und zum Teil perhorresziert, womit er einen großen Einfluss auf die spätere Wahrnehmung der kulturellen Verbrechen während der Revolutionszeit hatte.
Seine Frau Adélaïde, geborene Binart, (1771–1832) stellte im Salon unter Lenoirs Namen aus.

## Bedeutung und Kritik

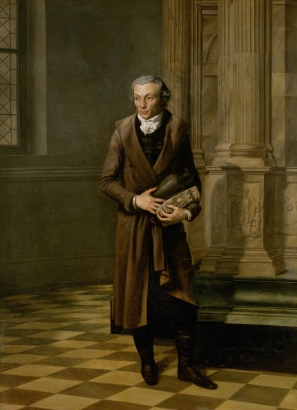
Gemälde von Pierre-Maximilien Delafontaine, Lenoir hält die Urne mit der Asche Molières, im Hintergrund das Grabmal François’ I. im Musée des Monuments français

Trotz Lenoirs weitreichender Leistung zur Rettung von Kunstdenkmälern in ganz Frankreich während der Revolutionszeit geriet er stark in Kritik und Verruf. Unter anderem nutzte er seinen Einfluss und ließ Denkmäler, die gar nicht gefährdet waren, in sein Museum bringen (wie die Gebeine der Poeten), um Publikumsattraktionen zu schaffen. Er ließ Denkmäler nicht nur restaurieren, sondern auch verändern, neu zusammensetzen und fälschen, um stimmige und stimmungsvolle Museumssäle anlegen zu können.
2016 zeigte das Louvre eine von Geneviève Bresc-Bautier und Beatrice de Chancel-Bardelot kuratierte Ausstellung über Alexandre Lenoir.

## Werke
- Histoire des arts en France, prouvée par les monuments. Suivie d’une description chronologique des statues en marbre et en bronze, bas-reliefs et tombeaux des hommes et des femmes célèbres, rénuis au Musée impérial des monuments français. Hacquart, Paris 1810
- Recueil de portraits inedits des hommes et des femmes qui ont illustré la France sous différens règnes, dont les originaux sont conservés dans ledit musée. Paris 1809.
- Description historique et chronologique des monuments de sculpture, réunis au Musée des monuments français. Musée des monuments français, 4 Bände, Paris an V de la République [1795–1806]. Digitalisat (7. éd., Auteur, Paris [an XI [1803]], 1 Band)
- Musée des monuments français: histoire de la peinture sur verre, et description des vitraux anciens et modernes, pour servir à l’histoire de l’art, relativement à la France; ornée de gravures, et notamment de celles de la fable de Cupidon et Psyché, d’après les dessins de Raphael. L’Imprimerie de Guilleminet, Paris 1803.
- Musée impérial des monuments français : histoire des arts en France, et description chronologique des statues en marbre et en bronze, bas-reliefs et tombeaux des hommes et des femmes célèbres, qui sont réunis dans ce musée. Hacquart, Paris 1810.